# Vega (chanteuse)
Pour les articles homonymes, voir Véga (homonymie) et Carpio.
Mercedes Mígel Carpio, alias Vega (née le 18 février 1979 à Cordoue, Espagne) est une auteur-compositrice-interprète espagnole.
Son intérêt pour la musique est né dès l'enfance.
Elle étudie la publicité et les relations publiques à Ségovie, où elle travaille comme serveuse, mais abandonne ses études universitaires pour participer au concours Operación Triunfo en 2003, ce qui lui permet de se faire connaître en Espagne.
Ses compositions peuvent être considérées comme des chansons d'auteur dans la classique tradition espagnole, mais elle revendique des influences plus variées, notamment celles de Frank Sinatra, K's Choice ou Sting.

## Discographie
Albums studio
- 2003 : India
- 2006 : Circular
- 2007 : Circular: Cómo girar sin dar la vuelta
- 2009 : Metamorfosis
- 2011 : La cuenta atrás
- 2013 : Wolverines
- 2017 : Non ho l'età
- 2018 : La reina pez
- 2022 : Mirlo blanco
- 2024 : Ignis

Albums live
- 2017 : Deezer next: Live acoustic
- 2020 : Diario de una noche en Madrid

EP
- 2022 : El nido

Singles
- 2002 : Quiero ser tu
- 2003 : Grita!
- 2004 : La verdad
- 2004 : Directo al sol
- 2006 : una vida contigo
- 2007 : Y llueve
- 2009 : Mejor mañana
- 2010 : Cuanta decepción
- 2010 : Lolita
- 2010 : Nueva York
- 2011 : como yo no hay dos
- 2011 : Let’s open the door
- 2012 : Réquiem
- 2013 : Wolverines
- 2013 : Treinta y tantos
- 2013 : Febrero
- 2014 : El alud
- 2014 : Que no te pese (feat. Carla Morrison)
- 2016 : Città vuota
- 2017 : Azzurro
- 2017 : Dio, come ti amo (feat. Elvis Costello)
- 2017 : Ma che freddo fa
- 2017 : Sally
- 2018 : Después de ti
- 2018 : Haneke
- 2018 : Eterna Juventud
- 2019 : Dónde estabas tú (feat. Iván Ferreiro)
- 2020 : El alud - live (feat. Eva Amaral)
- 2020 : Sombras - live (feat. Mäbu)
- 2021 : Un golpe
- 2021 : Bipolar
- 2021 : Mirlo blanco
- 2022 : Patria
- 2022 : Sobrevivir
- 2022 : ¡Ladra! (feat. Francisca Valenzuela & La Marisoul)
- 2022 : Contigo (feat. Manuel Carrasco)
- 2022 : Contigo - En Galego (feat. Budiño)
- 2022 : Mortal

Collaborations
- 2007: Desde alguna parte - live (feat. Los Galván)
- 2007: Contigo - live (feat. Los Galván)
- 2008: Ya lo ves (feat. Tiza)
- 2010: Desconocida (feat. Marta Sánchez)
- 2010: No me beses en los labios (feat. Costas)
- 2014: El huracán (feat. Soraya)
- 2016: El huracán - live (feat. Soraya)
- 2016: Cara triste (feat. Mäbu)
- 2019: Laïka (tributo a Mecano)
- 2019: Ave Fénix (feat. Maryland)
- 2020: Privilegio (feat. Guadi Galego)
- 2020: Dime (feat. Julián Maeso)
- 2020: Crazy (feat. Julián Maeso)
- 2020: Piensa en positivo (himno oficial MADO Madrid Orgullo 2020)
- 2021: Cartas (feat. Santi Campos & Herederos)
- 2021: Se Esta Perdiendo La Inocencia (Running Out Of Angels) (feat. Elvis Costello)
- 2023: Déjalo ser (feat. Nat Simons)
- 2024: Qué te puedo dar (feat. Flecha Valona)